# Лхаса
Лха̀са (на тибетски: ལྷ་ས; на китайски: 拉薩; на пинин: Lhāsà) е град и градски окръг в Тибетския автономен регион на КНР. В него се намира седалището на правителството на автономния район, бивша столица на независимата тибетска държава.
Разположен е в Хималаите на река Лхасахъ на надморска височина около 3656 m. Културен и религиозен център с много паметници, манастири и храмове. Развито селско стопанство, лека промишленост и занаятчийство. Тук се намира известният дворец Потала. Население 559 423 по данни от 2010 г. Лхаса е свещен град за изповядващите будизъм.

## История
Лхаса добива известност като важен административен център през VII век, когато Сонгцен Гампо, местен владетел на долината на река Ярлунг Цангпо (горното течение на Брахмапутра), продължава делото на баща си за обединение на Тибет. Сонгцен Гампо премества столицата в Лхаса и построява дворец.
С разпадането на Ярлунгската империя 250 години по-късно будизмът отново добива популярност в монашеските центрове извън Лхаса и центърът на властта се измества към други градове. След като изгубва статута си на столица, Лхаса губи значимостта си, когато петият Далай Лама (1617 – 1682 г.) побеждава кралете от Шигаце с помощта на монголците.
Петият Далай Лама премества столицата в Лхаса. Той построява своя дворец, Потала, на мястото на останките от двореца на Сонгцен Гампо. От 1642 г. Лхаса е столица на Тибет и много исторически обекти в града датират от този втори период на развитие на града.
Към края на XVII век градът вече е важен търговски център. Посещаван е от монголски, китайски, арменски, кашмирски, руски, непалски и индийски търговци. Армията на династията Цин влиза в Лхаса през 1720 г., а правителството на Цин изпраща дипломатически представители, наречени амбани, в Лхаса. Убийството на регента от амбаните на 11 ноември 1750 г. предизвиква безредици в града, вследствие на които загиват над сто души, включително амбаните. След потушаването на размириците император Цянлун реорганизира тибетското правителство и установява управляващ съвет, наречен Кашаг, в Лхаса през 1751 г.
През 1904 г. британска експедиция в Тибет, водена от Френсис Йънгхъзбанд, навлиза в Лхаса и подчинява останалите тибетски чиновници да подпишат договора от Лхаса, след като тогавашния Далай Лама избягва. По-късно договорът е отхвърлен и е заменен от Англо-китайският договор от 1906 г. Всичките войски на Цин напускат Лхаса малко след Учанското въстание, през 1912 г.
В началото на XX век Лхаса вече има множество етнически и религиозни общества, сред които кашмирски мюсюлмани, търговци от Ладакх и китайски търговци и чиновници. Градските търговци били снабдени с всякакви стоки и внасяли дори австралийско масло и британско уиски.
В периода 1987 – 1989 г. в града се провеждат големи демонстрации срещу китайското правителство, водени от монаси и монахини. След посещението на Дън Сяопин през 1992 г. е решено в Лхаса да се извърши икономическа либерализация. На всички правителствени служители, семействата им и учениците е забранено да практикуват религия, а на монасите и монахините е забранено да влизат в правителствени сгради или кампуса на Тибетския университет.

## Население
Преди градът да бъде завладян от Китай през 1950 г., населението му наброява около 30 хил. души към 1911 г. Днес населението му е над 10 пъти повече, а китайците превъзхождат числено тибетците в съотношение около 2:1.
Общото население на градската префектура е 521 500 души, от които 257 400 попадат в градски район (в това число емигрантско население от 100 700 души).
Официалното преброяване на населението от 2000 г. показва, че градското население на града възлиза на 223 000 души.

## Климат
Поради високата си надморска височина, Лхаса има студен полупустинен климат. Дъждовният сезон е през летните месеци, когато вали основно през нощта. Средната годишна температура е 7,6 °C, а средното количество годишни валежи е 426,5 mm.
| Климатични данни за Лхаса             | Климатични данни за Лхаса | Климатични данни за Лхаса | Климатични данни за Лхаса | Климатични данни за Лхаса | Климатични данни за Лхаса | Климатични данни за Лхаса | Климатични данни за Лхаса | Климатични данни за Лхаса | Климатични данни за Лхаса | Климатични данни за Лхаса | Климатични данни за Лхаса | Климатични данни за Лхаса | Климатични данни за Лхаса |
| Месеци                                | яну.                      | фев.                      | март                      | апр.                      | май                       | юни                       | юли                       | авг.                      | сеп.                      | окт.                      | ное.                      | дек.                      | Годишно                   |
| Абсолютни максимални температури (°C) | 18,4                      | 20,6                      | 25,0                      | 25,0                      | 29,4                      | 30,4                      | 28,8                      | 27,2                      | 24,9                      | 23,0                      | 21,6                      | 17,8                      | 30,4                      |
| Средни максимални температури (°C)    | 7,2                       | 9,3                       | 12,7                      | 15,9                      | 19,9                      | 23,2                      | 22,6                      | 21,4                      | 19,9                      | 17,0                      | 12,1                      | 8,0                       | 15,8                      |
| Средни температури (°C)               | −2,1                      | 1,1                       | 4,6                       | 8,1                       | 11,9                      | 15,5                      | 15,3                      | 14,5                      | 12,8                      | 8,1                       | 2,2                       | −1,7                      | 7,6                       |
| Средни минимални температури (°C)     | −9                        | −5,8                      | −2,1                      | 1,5                       | 5,6                       | 9,8                       | 10,4                      | 9,7                       | 7,7                       | 2,0                       | −4,2                      | −8,2                      | 1,5                       |
| Абсолютни минимални температури (°C)  | −16,5                     | −14,5                     | −10,2                     | −8,1                      | −2,7                      | 2,0                       | 4,5                       | 3,3                       | 0,3                       | −6,7                      | −10,5                     | −15,8                     | −16,5                     |
| Средни месечни валежи (mm)            | 0,8                       | 1,2                       | 2,9                       | 6,1                       | 27,7                      | 71,2                      | 116,6                     | 120,6                     | 68,3                      | 8,8                       | 1,3                       | 1,0                       | 426,5                     |
| Средно количество слънчеви часове     | 250.9                     | 226.7                     | 246.1                     | 248.9                     | 276.6                     | 257.3                     | 227.4                     | 219.6                     | 229.0                     | 281.7                     | 267.4                     | 258.6                     | 2990                      |
| ------------------------------------- | ------------------------- | ------------------------- | ------------------------- | ------------------------- | ------------------------- | ------------------------- | ------------------------- | ------------------------- | ------------------------- | ------------------------- | ------------------------- | ------------------------- | ------------------------- |
| Източник:                             |                           |                           |                           |                           |                           |                           |                           |                           |                           |                           |                           |                           |                           |

## Икономика
В днешно време голяма част от икономиката на града се движи от туризма. Коренните жители на Лхаса и долината на града се занимават със земеделие и скотовъдство. Градът е важен център на търговията на местните занаяти. Промишлената активност в града и околностите му засяга основно химическата промишленост, енергетиката, производството на електрически мотори, сглобяването на трактори, поддръжката на автомобили, фармацевтиката. Произвеждат се текстилни продукти. В района на града се добиват мед, олово и цинк. През 1988 г. е основана местната пивоварна, която вспоследствие става най-високата пивоварна в света. Днес тя произвежда по-голямата част от бирата в Тибет.

## Транспорт
Лхаса разполага с железопътен транспорт от 2006 г., когато Цинхай-Тибетската железница започва пътническите си превози. Тя свързва Лхаса със Синин и е най-високата железница в света. Съществува план за удължаване на жп линията до Катманду чрез тунел под връх Еверест до 2020 г.
Летище Гонгар, построено през 1965 г., е авиационният хъб на Тибет. Разположено е южно от града и обслужва редовни полети до големи градове в Китай, а понякога и до Катманду.
Градът е свързван чрез множество автомобилни пътища и магистрали с други китайски градове.

## Култура
Историческите паметници на Лхаса представлят голям интерес за световната култура. Това са дворецът Потала, централният храм Джоканг, манастирите Дрепунг, Сера, Ганден и Рамоче, летният дворец на Далай Лама Норбулинка, историческата улица Баркхор и други. Все пак, значителна част от културните паметници са разрушени по времето на културната революция в Китай. За поклонниците в Лхаса съществуват три кръгови маршрута за ритуален обход на светите места.

## Образование
В града е разположен Тибетският университет, който е основното висше учебно заведение в Тибет. Официално е открит през 1985 г. с помощта на китайското правителство.

## Побратимени градове
- Елиста, Русия[13]